# 이리호 전투
이리호 전투(Battle of Lake Erie) 또는 풋인베이 전투(Battle of Put-in-Bay)는 미영 전쟁 중인 1813년 9월 10일, 이리호의 오하이오주 어귀인 만 근처에서 싸운 수상전이다. 미국 해군 함정 9척이 영국 해군의 함정 6척을 격파하고 붙잡았다. 따라서 미영 전쟁의 나머지 기간 동안 이리호에 제수권을 확보하는 한편 디트로이트 요새의 지배권을 회복하고 테임즈 전투에도 승리하여 테쿰세의 인디언 동맹을 소멸시켰다.

## 배경

### 1812년
미영 전쟁이 발발했을 때, 영국군은 빨리 이리호의 제수권을 장악했다. 영국군은 식민지 해군에 의해 관리되는 작은 함대를 가지고 있었으며, 해전 보다는 수송 목적을 위해 사용했다. 반면 미군은 이에 대항할 수 있는 것이 없었다. 영국군 아이작 브록 소장은 이러한 장점을 이용하여 디트로이트 공성전에서 미군을 함락시켰다.
디트로이트 요새가 함락되었을 때, 미국 해군이 유일하게 소유하고 있던 브리그선 아담스 호도 잃게 되었다. 영국군은 이 배를 HMS 디트로이트 호로 개명했다. 1812년 10월 9일, 제스 엘리엇이 지휘하는 미군의 수병과 해병이 이리 요새 근처에서 HMS 디트로이트에 갈아타고 브리그선 칼레도니아 호를 함께 붙잡았다. 디트로이트는 나이아가라강에 나카스의 섬에 좌초했고 다시 붙잡는 것을 피하기 위해 불태워졌다. 칼레도니아는 블랙 록의 해군 조선소로 예인되어 미국 해군 함선으로 취역했다. 칼레도니아와 기타에 구입한 스쿠너선은 포정으로 개조되었지만, 나이아가라강이 내려다보이는 엘리 요새의 대포에 감시 하에 있었기 때문에 블랙 록에 가지는 못했다.

### 1813년
1813년 1월, 전임 해밀턴과 교체된 미국 해군 장교 윌리엄 존스는 프레스크 아일(프레스 에어는 현재의 엘리 시에 자리한 반도의 프랑스어 이름)에서 2척의 브리그식 코르벳과 몇 척의 이종 함정 건조를 명령했다. 조선장 노아 브라운을 그곳에서 온타리오호의 새킷츠 항구로 옮겨서 건조를 담당하게 했다. 못부족으로 나무못을 사용하는 등 그들의 의장과 조잡한 건조로 두 브리그선은 당시의 호넷 호와 가까웠다. 체사피크 만 주물을 한 가장 중무장을 하고 프레스크 아일로 힘겹게 옮겨졌다. 해군 소장 조지 칵번 휘하의 습격조에 직전에 가장 큰 대포 중 일부가 동부 해안의 프렌치타운에 있는 주물장을 파괴한 것은 아주 운 좋았던 것이다.
올리버 해저드 페리 해군 대령이 이보다 약간 전에 이리호 지휘관에 임명되었으며, 3월 말에 프레스 에어에 도착했다. 페리는 프레스크 아일의 방어 준비를 하고 온타리오호로 가서 그곳의 미국 함대의 지휘관이었던 아이작 숀시 해군 준장에서 수병을 빌렸다. 페리는 미군의 스쿠너와 포정으로 조지 요새 전투를 지휘하고 5월 말 영국군이 이리 요새를 포기하고 있었기 때문에 미국의 함선이 자유롭게 움직일 수 있게 되어 블랙 록에 갔다. 페리는 이어 선대 함께 나이아가라로 가서 며칠 동안 활발한 작전을 펼친 후 프레스 에어의 호반으로 돌아왔다.
한편 영국 해군 로버트 헤리엇 버클리 중령은 이리호 영국 함대의 지휘관으로 임명되었다. 버클리는 애머스트버그에 육로를 통한 여행을 할 수밖에 없었으므로 6월 10일에야 겨우 도착할 수 있었다. 동행한 것은 소수의 장교와 선원뿐이었다. 그럼에도 불구하고 버클리는 2척의 함선으로 출항했다. 먼저 프레스 아일에서 페리 기지를 정찰하고 2,000명의 민병대, 대포와 보루로 방어하고 있는 것을 알았다. 이어 이리호 동단으로 가서 블랙 록에서 이동해 오고 있는 미국 함선의 움직임을 저지하려 했다. 그러나 안개로 인해 지나쳐 버렸다.